# Rudolf Schröder
Rudolf Schröder (11. září 1833 Benátky – 19. ledna 1912 Terst) byl rakousko-uherský admirál. U c. k. námořnictva sloužil od roku 1849 a v mládí se zúčastnil několika válek, vyznamenal se v roce 1866 v bitvě u Visu. Později strávil řadu let v námořní administraci na ministerstvu války a byl velitelem několika válečných lodí. Aktivní kariéru ukončil jako velitel námořní pěchoty v Pule a v roce 1884 odešel do penze. Mimo aktivní službu později získal hodnost kontradmirála (1910). 

## Životopis

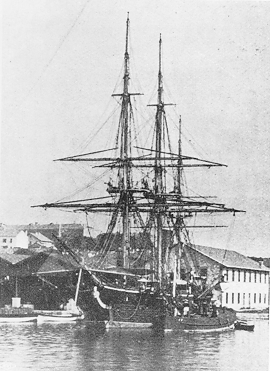
Fregata SMS Novara, vlajková loď Rudolfa Schrödera v bitvě u Visu (1866)

Byl synem diplomata Franze Schrödera. Studoval na gymnáziu v Bellunu a Padově, poté pokračoval na univerzitě ve Štýrském Hradci a nakonec na námořní akademii v Terstu. K námořnictvu vstoupil v roce 1849 a během revolučních bojů v Itálii se zúčastnil blokády Benátek (1849). Na fregatě SMS Venus absolvoval v letech 1849–1851 cestu do Neapole, Lisabonu, na Madeiru a poté do Karibiku, následně se na parníku SMS Volta plavil po Středomoří a do Tunisu. V roce 1853 získal hodnost praporčíka (odpovídající armádní hodnosti nadporučíka) a kromě služby na lodích působil také u námořní základny v Terstu. Jako poručík II. třídy se v roce 1859 na palubě lodi SMS Donau zúčastnil války se Sardinií. 

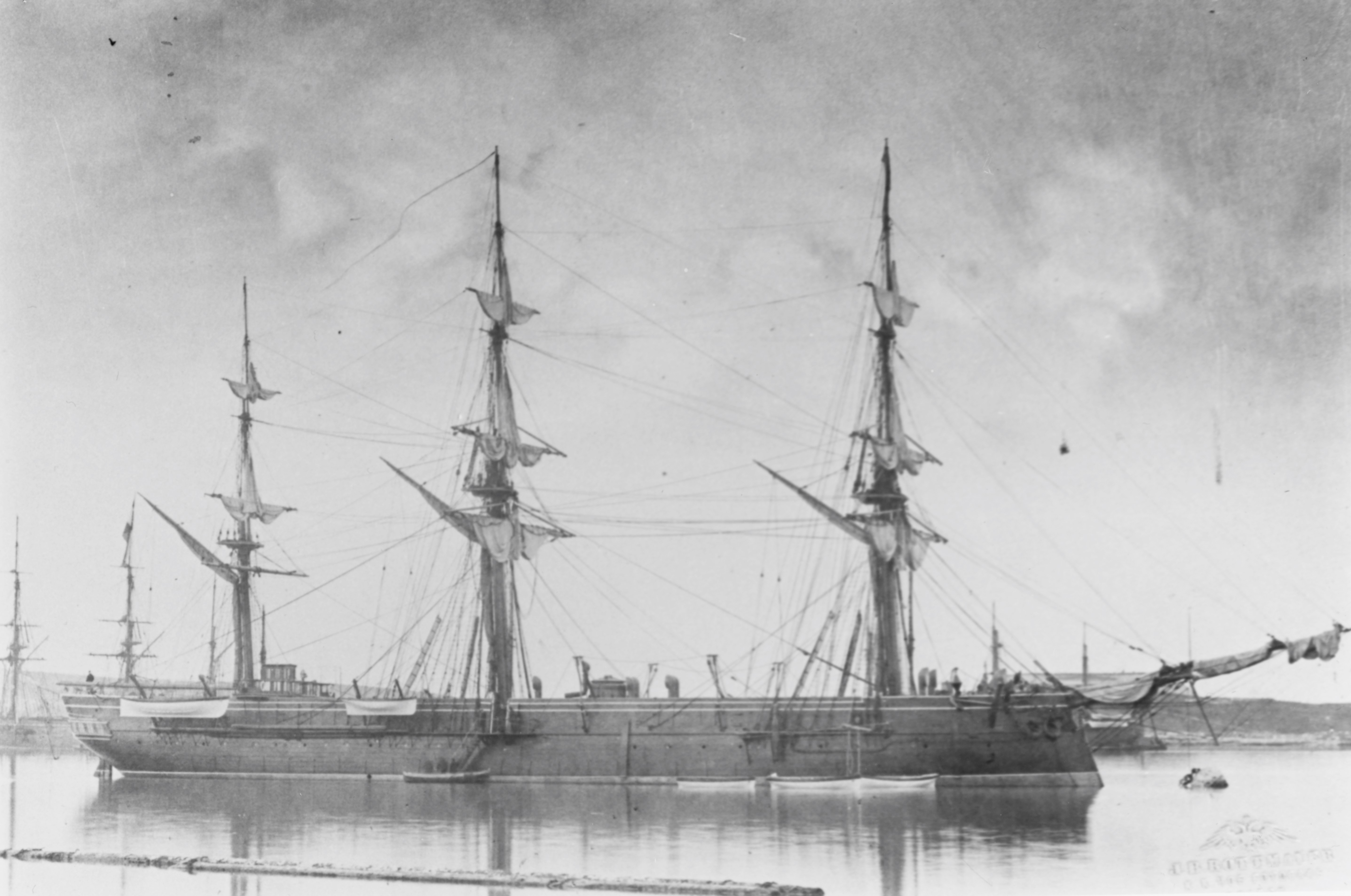
Korveta SMS Fasana, vlajková loď Rudolfa Schrödera 1879–1880

V roce 1860 byl povýšen na poručíka I. třídy a získal pod velení menší plavidla, službu na moři střídal s působením u námořních základen, v letech 1865–1866 byl prvním důstojníkem výstrojního skladu v Pule. Jako provizorní velitel fregaty SMS Novara se vyznamenal během války s Itálií v bitvě u Visu (1866). Poté byl technickým referentem u námořní základny v Pule a v letech 1868–1871 řídil výstrojní sklad v Terstu (1868–1871). Mezitím byl povýšen na korvetního kapitána (24. října 1869). V letech 1871–1873 byl na palubě obrněné lodi SMS Lissa pobočníkem velitele eskadry a k datu 1. května 1873 získal hodnost fregatního kapitána.
V letech 1873–1879 byl přednostou personálního odboru námořní sekce na ministerstvu války ve Vídni. Po návratu na moře byl velitelem lodí SMS Fasana a SMS Saida, mezitím byl technickým referentem u námořní základny v Terstu (1880–1882). Nakonec v roce 1884 krátce zastával funkci velitele jednotek námořní pěchoty v Pule a v této funkci mu byla jako vlajková loď přiřazena korveta SMS Dandolo. a k datu 1. května 1884 byl penzionován. Mimo aktivní službu mnohem později získal čestnou hodnost kontradmirála při příležitosti 80. narozenin císaře Františka Josefa (6. srpna 1910).
Po odchodu do výslužby se trvale usadil v Terstu, kde také zemřel 19. ledna 1912 ve věku 78 let. 

## Řády a vyznamenání
Během služby u námořnictva získal několik ocenění v Rakousku-Uhersku i v zahraničí.

### Rakousko-Uhersko
- rytířský kříž Leopoldova řádu s válečnou dekorací (1866)
- Válečná medaile (1873)
- Služební odznak pro důstojníky III. třídy (1880)
- Vojenská záslužná medaile (1884)
- Jubilejní pamětní medaile (1898)
- Vojenský jubilejní kříž (1908)

### Zahraničí
- důstojnický kříž Řádu Guadalupe (1867, Mexiko)
- Řád slávy I. třídy (1873, Tunisko)